# Malagaladinni, Muddebihal
Malagaladinni là một làng thuộc tehsil Muddebihal, huyện Bijapur, bang Karnataka, Ấn Độ.